# Frati francescani del rinnovamento

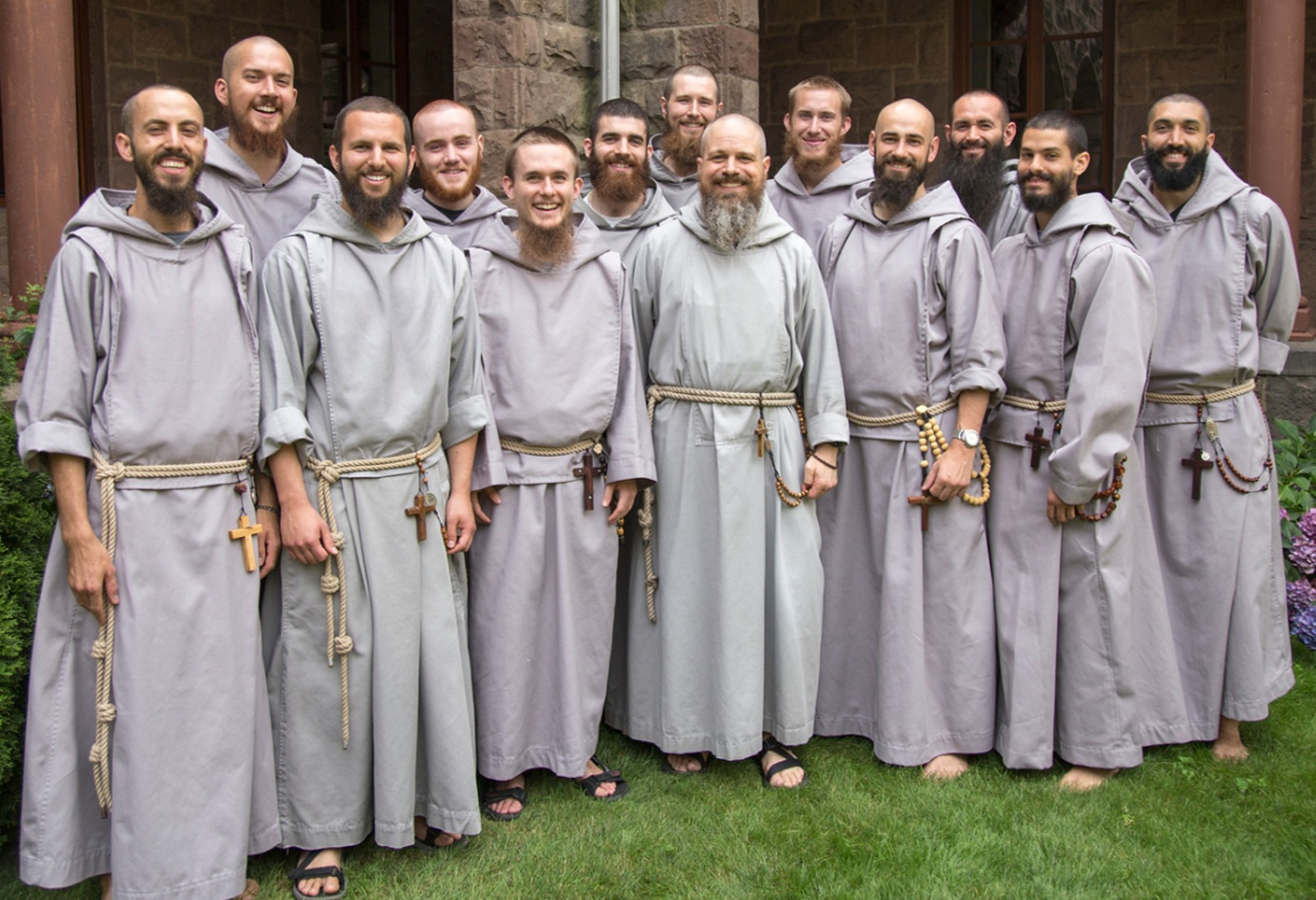
Novizi della comunità dei frati francescani del rinnovamento

I frati francescani del rinnovamento (in latino Fratres Franciscani a Renovatione) sono un istituto religioso maschile di diritto pontificio; i membri di questa congregazione clericale pospongono al loro nome la sigla C.F.R.

## Storia
La congregazione fu fondata nel 1990; l'istituto ricevette l'approvazione pontificia il 13 giugno 2016.

## Attività e diffusione
Gli scopi dell'istituto sono il servizio dei poveri e l'evangelizzazione.
Oltre che negli Stati Uniti d'America, i Frati Francescani del Rinnovamento sono presenti in America centrale (Honduras, Nicaragua) e in Europa (Irlanda, Regno Unito); la sede generalizia è nel Bronx a New York.
Alla fine del 2015 la congregazione contava 10 case e 112 religiosi, di cui 51 sacerdoti.